# 義大利世界遺產列表

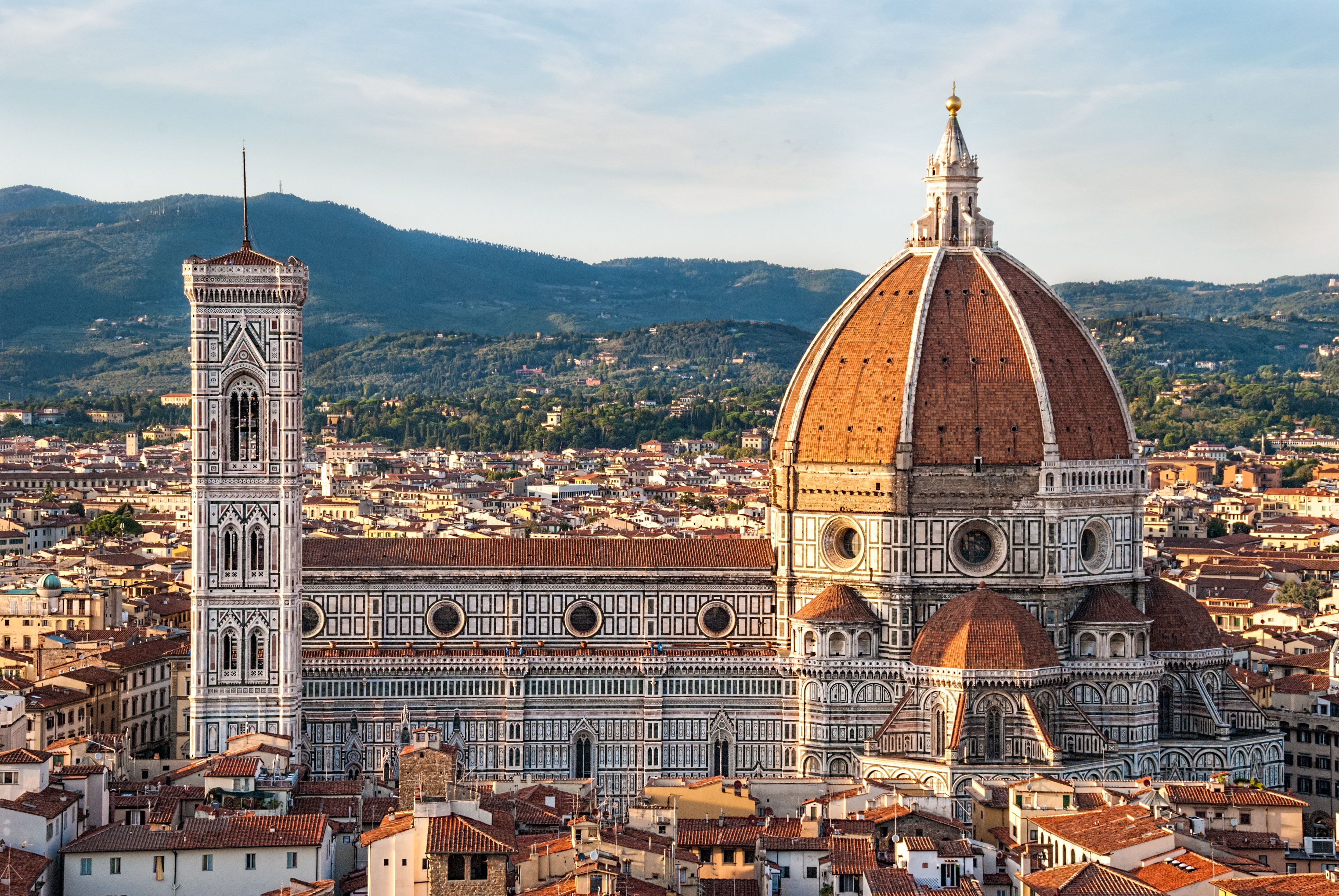
佛罗伦萨是文艺复兴运动的诞生地，该城中部分建筑于1982年被列为世界遗产。图为圣母百花圣殿，是该世界遗产的一部分

根据联合国教育、科学及文化组织1972年制订的《保护世界文化和自然遗产公约》，世界遗产指对全人类有重要文化或自然价值的遗产项目。常见文化遗产包括古迹（如建筑、雕塑、题字）、建筑群、遗址（如考古遗址）；自然遗产通常是具备特殊物质和生物价值的自然地貌、地质和自然地理结构（如濒危动植物栖息地），或在科学、保育、自然美角度极具价值。意大利于1978年6月23日批准公约，该国自然和文化遗迹因此有资格列入《世界遗产名录》。
截至2025年，意大利共有61项遗产入选，是世界遗产最多的国家。1979年在开罗和卢克索召开的第三届世界遗产大会上，梵尔卡莫尼卡谷地岩画成为意大利的首项世界遗产。1990年代，意大利有25个遗产被列入，其中1997年在本土那不勒斯召开的第21届世界遗产大会上，意大利一举成功列入了10项世界遗产。意大利曾多次担任世界遗产委员会执委，分别为1978年至1985年 、1987年至1993年、1993年至1999年 、1999年至2001年。
在意大利的61项世界遗产中，55项为文化遗产，6项为自然遗产。意大利拥有多项跨国遗产，其中罗马历史中心与梵蒂冈共有，圣乔治山和雷塔恩铁路与瑞士共有，威尼斯防御工事与克羅埃西亞和蒙特內哥羅共有，阿尔卑斯地区史前湖岸木桩建筑与5国共有，欧洲温泉疗养胜地与6国共有，喀尔巴阡山脉原始山毛榉森林和欧洲其他地区古山毛榉森林与17国共有。此外，意大利有30项遗产列入预备名单。

## 世界遗产
联合国教科文组织根据十项标准收录世界遗产，入选的每一个必须符合至少一项标准，其中第一至六项为文化遗产，第七至十项为自然遗产，同时符合文化和自然遗产标准的叫复合遗产，顺序按入选年份排列。
联合国教科文组织的官方语言为英文和法文，本列表中的中文译名取自教科文组织的官方网站，除部分有明显误译的译名予以修正。
文代表文化遺產，自代表自然遺產，自文代表复合遺產。
| 名称 | 图像                                             | 地点 | 入选年份 | 编码和入选标准                            | 简介 |
| --- | ------------------------------------------------ | --- | -------- | ----------------------------------------- | --- |
| 梵尔卡莫尼卡谷地岩画 Rock Drawings in Valcamonica | 一个动物的岩画                                   | 伦巴第大区布雷西亚省 坐标列表 - 45°53′18.611″N 10°10′49.688″E / 45.88850306°N 10.18046889°E - 46°1′53.62″N 10°20′16.836″E / 46.0315611°N 10.33801000°E - 46°2′5.647″N 10°20′34.822″E / 46.03490194°N 10.34300611°E - 46°3′30.373″N 10°20′13.733″E / 46.05843694°N 10.33714806°E - 46°9′34.409″N 10°21′38.282″E / 46.15955806°N 10.36063389°E - 46°1′36.595″N 10°21′12.91″E / 46.02683194°N 10.3535861°E | 1979年   | 94； 文(iii), (vi)                        | 梵尔卡莫尼卡是世界上最大的岩画收藏地之一。从旧石器时代到中世纪的8000年间，岩石上刻满了超过14万幅的符号和图案，其主题为农业、航海、战争和魔法。 |
| 罗马历史中心，享受治外法权的罗马教廷建筑和城外圣保禄大殿* Historic Centre of Rome, the Properties of the Holy See in that City Enjoying Extraterritorial Rights and San Paolo Fuori le Mura          | 斗兽场建筑                                       | 拉齐奥大区羅馬首都廣域市 41°53′24″N 12°29′32.3″E / 41.89000°N 12.492306°E | 1980年   | 91ter； 文(i), (ii), (iii), (iv), (vi)    | 罗马首先作为罗马共和国的首都，后来是罗马帝国的都城，在公元4世纪成为基督教世界的中心。它蕴藏着众多古代建筑，如罗马斗兽场（图）、万神庙和古罗马广场，以及文艺复兴和巴洛克时期的建筑。该遗产最初被列为“罗马历史中心”，1990年对其边界进行了重大修改，并改为现名。此后，该遗产在2015年和2023年经历了两次小规模边界修改。该遗产与圣座共有。                                                                                               |
| 绘有达·芬奇《最后的晚餐》的圣玛丽亚感恩教堂和多明各会修道院 Church and Dominican Convent of Santa Maria delle Grazie with "The Last Supper" by Leonardo da Vinci                                     | 一座红砖教堂                                     | 伦巴第大区米蘭廣域市 45°27′57.6″N 9°10′15.6″E / 45.466000°N 9.171000°E | 1980年   | 93； 文(i), (ii)                          | 米兰的多明我会院的建筑群始建于1463年，15世纪末布拉曼特对之进行了改造。修道院餐厅的北墙上保存着达芬奇的壁画《最后的晚餐》，是文艺复兴全盛期的艺术代表作。 |
| 佛罗伦萨历史中心 Historic Centre of Florence | 圣母百花圣殿                                     | 托斯卡纳大区佛羅倫斯廣域市 43°46′23.016″N 11°15′21.996″E / 43.77306000°N 11.25611000°E | 1982年   | 174ter； 文(i), (ii), (iii), (iv), (vi)   | 佛罗伦萨市是文艺复兴的象征，是文艺复兴人文主义的重要中心。它对意大利和欧洲的建筑和艺术产生了深远的影响，与乔托、布鲁内莱斯基、博蒂切利和米开朗基罗等艺术家相关联。该市的古迹包括佛罗伦萨大教堂、圣十字圣殿、乌菲兹美术馆和彼提宫。2015年和2021年对该遗产进行了小规模的边界修改。图为圣母百花圣殿。 |
| 威尼斯及其潟湖 Venice and its Lagoon |                                                  | 威尼托大区威尼斯廣域市 45°26′3.5″N 12°20′20.2″E / 45.434306°N 12.338944°E | 1987年   | 394； 文(i), (ii), (iii), (iv), (v), (vi) | 威尼斯市始建于5世纪，在10世纪成为当时最主要的海上力量，即威尼斯共和国。它建在潟湖中的100多个岛屿上，拥有圣马可大教堂、总督宫以及众多教堂和桥梁等古迹。即使在政治力量衰落之后，威尼斯在艺术领域仍然具有影响力，贝里尼、乔尔乔内、提香、丁托列托、委罗内塞和提埃坡罗等画家的作品都在城中有所体现。威尼斯还与13世纪的探险家马可·波罗相关联。                                                                                           |
| 比萨主教座堂广场 Piazza del Duomo, Pisa |                                                  | 托斯卡纳大区比薩省 43°43′23″N 10°23′47″E / 43.72306°N 10.39639°E | 1987年   | 395bis； 文(i), (ii), (iv), (vi)          | 奇迹广场（教科文组织译作“比萨大教堂广场”）是世上最佳的中世纪建筑群之一，由11至14世纪的四个建筑杰作组成：比萨主教座堂、圣若望洗礼堂、比萨纪念公墓和比萨斜塔。在这里形成的罗曼式建筑风格对托斯卡纳的其他城市产生了影响。伽利略·伽利莱也曾在这里进行实验。2007年对该遗产进行了小规模的边界修改。 |
| 圣吉米尼亚诺历史中心 Historic Centre of San Gimignano |                                                  | 托斯卡纳大区錫耶納省 43°28′5.016″N 11°2′30.012″E / 43.46806000°N 11.04167000°E | 1990年   | 550； 文(i), (iii), (iv)                  | 中世纪时期，圣吉米尼亚诺镇是法兰契杰纳大道上朝圣者的重要物资补给地。这座城市保留了它的中世纪特征，最突出的是贵族家庭和中产阶级上层的商人在11至13世纪建造的72座高塔，有14座保存到了今天。城里的教堂和宫殿保留了14至15世纪时期意大利的艺术杰作。 |
| 马泰拉的石窟民居和石头教堂花园 The Sassi and the Park of the Rupestrian Churches of Matera |                                                  | 巴西利卡塔大区馬泰拉省 40°39′59″N 16°36′37″E / 40.66639°N 16.61028°E | 1993年   | 670； 文(iii), (iv), (v)                  | 该遗址包括马泰拉的两个区，是地中海地区最著名也是保存最完好的穴居人遗址。喀斯特地形的穆尔杰高原上的天然洞穴中，自旧石器时代就有人类居住，后来人们开始雕刻和建造更精致的建筑，包括教堂、寺院和隐居地。其中罗曼式的马泰拉主教座堂可以追溯到13世纪。 |
| 維琴察城和威尼托的帕拉第奧式別墅 City of Vicenza and the Palladian Villas of the Veneto |                                                  | 威尼托大区帕多瓦省、特雷维索省、罗维戈省、威尼斯省、维罗纳省和维琴察省 坐标列表 - 45°32′57″N 11°32′58″E / 45.54917°N 11.54944°E - 45°33′55.00″N 11°32′49.00″E / 45.5652778°N 11.5469444°E - 45°33′32.4″N 11°36′3.6″E / 45.559000°N 11.601000°E - 45°31′54″N 11°33′36″E / 45.53167°N 11.56000°E - 45°46′50.00″N 11°43′25.00″E / 45.7805556°N 11.7236111°E - 45°36′54″N 11°30′28.8″E / 45.61500°N 11.508000°E - 45°30′10.8″N 11°38′38.4″E / 45.503000°N 11.644000°E - 45°39′36″N 11°33′43.2″E / 45.66000°N 11.562000°E - 45°44′45.6″N 11°32′9.6″E / 45.746000°N 11.536000°E - 45°21′25.2″N 11°22′15.6″E / 45.357000°N 11.371000°E - 45°17′9.6″N 11°29′56.4″E / 45.286000°N 11.499000°E - 45°18′46.8″N 11°33′57.6″E / 45.313000°N 11.566000°E - 45°34′22.8″N 11°37′30″E / 45.573000°N 11.62500°E - 45°25′55.2″N 11°24′46.8″E / 45.432000°N 11.413000°E - 45°34′48″N 11°36′36″E / 45.58000°N 11.61000°E - 45°36′25.2″N 11°35′2.4″E / 45.607000°N 11.584000°E - 45°1′48″N 11°38′24″E / 45.03000°N 11.64000°E - 45°48′43.2″N 11°58′37.2″E / 45.812000°N 11.977000°E - 45°42′43.2″N 11°59′27.6″E / 45.712000°N 11.991000°E - 45°42′0″N 12°38′34.8″E / 45.70000°N 12.643000°E - 45°26′13.2″N 12°12′3.6″E / 45.437000°N 12.201000°E - 45°13′51.6″N 11°28′12″E / 45.231000°N 11.47000°E - 45°36′25.2″N 11°59′56.4″E / 45.607000°N 11.999000°E - 45°29′56.4″N 10°55′22.8″E / 45.499000°N 10.923000°E - 45°44′52.8″N 11°31′58.8″E / 45.748000°N 11.533000°E | 1994年   | 712； 文(i), (ii)                         | 16世纪的威尼斯共和国时期，建筑师安德烈亚·帕拉弟奥（1508-1580年）在维琴察城和周边的威尼托地区建造了几座别墅。他的设计对意大利的建筑发展产生了决定性影响，启发了帕拉第奥风格。该遗产最初于1994年被列为“维琴察，帕拉第奥之城”（Vicenza, City of Palladio），1996年该遗产的范围扩大到包括该地区的22个别墅。图为基埃里卡提别墅。 |
| 锡耶纳历史中心 Historic Centre of Siena |                                                  | 托斯卡纳大区錫耶納省 43°19′7″N 11°19′54″E / 43.31861°N 11.33167°E | 1995年   | 717； 文(i), (ii), (iv)                   | 锡耶纳市保留了其12至15世纪时中世纪哥特风格的城市面貌。这座城市围绕着田野广场而建。多名文艺复兴时期的重要画家在锡耶纳工作和出生，包括杜乔、安布罗乔·洛伦泽蒂和西蒙尼·马蒂尼。 |
| 那不勒斯历史中心 Historic Centre of Naples |                                                  | 坎帕尼亚大区那不勒斯 坐标列表 - 40°50′55.64″N 14°14′48.48″E / 40.8487889°N 14.2468000°E - 40°49′4.86″N 14°12′20.07″E / 40.8180167°N 14.2055750°E - 40°47′44.50″N 14°11′31.39″E / 40.7956944°N 14.1920528°E - 40°48′13.74″N 14°11′31.47″E / 40.8038167°N 14.1920750°E | 1995年   | 726bis； 文 (ii), (iv)                    | 那不勒斯于公元前470年由希腊殖民者建立，是大希腊和罗马共和国最重要的城市之一，也是那不勒斯王国的首都。它对欧洲的艺术和建筑有很大的影响。其重要的古迹包括14世纪的圣嘉勒圣殿，13世纪的新堡，以及17世纪的那不勒斯王宫。2011年对该遗产进行了小规模的边界修改。 |
| 阿达河畔克雷斯皮 Crespi d'Adda |                                                  | 伦巴第大区貝加莫省 45°35′35.988″N 9°32′17.988″E / 45.59333000°N 9.53833000°E | 1995年   | 730； 文(iv), (v)                         | 阿达河畔克雷斯皮（教科文组织译作“阿达的克里斯匹”）是19世纪和20世纪初欧洲和北美公司市鎮的典范，是克里斯托弗·克雷斯皮为满足工人们的需要而修建的。该镇包括住宅建筑和公共服务，如诊所、学校、剧院和体育中心。这些场所仍然保存完好，并部分用于工业。 |
| 文艺复兴城市费拉拉城以及波河三角洲 Ferrara, City of the Renaissance, and its Po Delta |                                                  | 艾米利亚-罗马涅大区費拉拉省 44°53′6.79″N 11°30′31.68″E / 44.8852194°N 11.5088000°E 44°50′14.07″N 11°37′11.17″E / 44.8372417°N 11.6197694°E | 1995年   | 733bis； 文(ii), (iii), (iv), (v), (vi)   | 费拉拉由埃斯特家族所统治，是15和16世纪意大利文艺复兴时期的知识和艺术中心，吸引了许多艺术家来装饰豪宅和宫殿（如图中的埃斯特城堡），费拉拉的建筑学派也影响了意大利和欧洲的建筑风格。该遗产最初被列为“文艺复兴城市费拉拉”（Ferrara, city of the Renaissance），1999年该遗产的范围扩大到包括波河三角洲的文化景观，并改为现名。 |
| 蒙特城堡 Castel del Monte |                                                  | 普利亚大区巴列塔-安德里亞-特拉尼省 41°5′5.3″N 16°16′15.4″E / 41.084806°N 16.270944°E | 1996年   | 398rev； 文(i), (ii), (iii)               | 13世纪神圣罗马帝国时期，国王腓特烈二世建造的八角形军事城堡。其完美的对称设计中融合了古希腊罗马建筑、东方伊斯兰建筑和北欧熙笃会哥特式建筑的元素。 |
| 阿尔贝罗贝洛的圆顶石屋 The Trulli of Alberobello |                                                  | 普利亚大区巴里省 坐标列表 - 40°47′4.21″N 17°14′16.85″E / 40.7845028°N 17.2380139°E - 40°47′2.77″N 17°14′18.78″E / 40.7841028°N 17.2385500°E - 40°47′2.70″N 17°14′20.59″E / 40.7840833°N 17.2390528°E - 40°47′14.92″N 17°14′7.26″E / 40.7874778°N 17.2353500°E - 40°46′59.92″N 17°14′22.98″E / 40.7833111°N 17.2397167°E - 40°46′55.98″N 17°14′13.00″E / 40.7822167°N 17.2369444°E | 1996年   | 787； 文(iii), (iv), (v)                  | 特鲁洛是常见于意大利南部的普利亚地区的传统石灰岩小屋，于14世纪中叶开始采用史前干墙技术建造，通常具有金字塔形、圆锥形或球状屋顶。被列为世界遗产的是阿尔贝罗贝洛镇的超过1500座特鲁洛。 |
| 拉文纳早期基督教名胜 Early Christian Monuments of Ravenna |                                                  | 艾米利亚-罗马涅大区拉文納省 坐标列表 - 44°25′15.6″N 12°11′49.2″E / 44.421000°N 12.197000°E - 44°25′15.6″N 12°11′45.6″E / 44.421000°N 12.196000°E - 44°24′57.6″N 12°11′49.2″E / 44.416000°N 12.197000°E - 44°24′54″N 12°11′49.2″E / 44.41500°N 12.197000°E - 44°25′0.40″N 12°12′16.50″E / 44.4167778°N 12.2045833°E - 44°24′57.6″N 12°11′49.2″E / 44.416000°N 12.197000°E - 44°25′30″N 12°12′32.4″E / 44.42500°N 12.209000°E - 44°22′51.6″N 12°13′58.8″E / 44.381000°N 12.233000°E | 1996年   | 788； 文(i), (ii), (iii), (iv)            | 该遗址由拉文纳市的八座建筑组成，拉文纳市在5世纪是罗马帝国的所在地。教堂和陵墓都装饰着具有杰出艺术质量的镶嵌艺术，融合了西方和拜占庭艺术的图案。图为聖維塔堂。 |
| 皮恩扎历史中心 Historic Centre of the City of Pienza |                                                  | 托斯卡纳大区錫耶納省 43°4′37″N 11°40′43″E / 43.07694°N 11.67861°E | 1996年   | 789； 文(i), (ii), (iv)                   | 1459年，教皇庇護二世决定按照文艺复兴人文主义的城市设计思想来改造他的家乡皮恩扎。该项目由建筑师贝尔纳多·罗塞利诺监督，罗塞利诺运用了其良师莱昂·巴蒂斯塔·阿尔伯蒂的建筑原则，建造了新的广场、教堂和宫殿。皮恩扎后来成为意大利和欧洲其他城市的城市发展典范。 |
| 卡塞塔的18世纪花园皇宫、凡韦特里水渠和圣莱乌西建筑群 18th-Century Royal Palace at Caserta with the Park, the Aqueduct of Vanvitelli, and the San Leucio Complex                                      |                                                  | 坎帕尼亚大区卡塞塔省和貝內文托省 41°4′23.988″N 14°19′35.004″E / 41.07333000°N 14.32639000°E | 1997年   | 549rev； 文(i), (ii), (iii), (iv)         | 该大规模的宫殿建筑群由波旁王朝那不勒斯国王卡洛斯三世在18世纪中期委托建造的。它由建筑师Luigi Vanvitelli设计，灵感源自凡尔赛宫和马德里王宫。该建筑群遵循启蒙运动的理念，以物质形式融入自然景观。该遗址包括一个水渠和生产丝绸的圣莱乌乔工业复合体。 |
| 萨沃王宫 Residences of the Royal House of Savoy |                                                  | 皮埃蒙特大区都靈廣域市和庫內奧省 坐标列表 - 45°4′22.69″N 7°41′11.68″E / 45.0729694°N 7.6865778°E - 45°4′15.80″N 7°41′4.40″E / 45.0710556°N 7.6845556°E - 45°4′8.40″N 7°41′6.40″E / 45.0690000°N 7.6851111°E - 44°59′47.10″N 7°36′19.90″E / 44.9964167°N 7.6055278°E - 45°8′53.00″N 7°36′2.60″E / 45.1480556°N 7.6007222°E - 45°3′15.60″N 7°41′7.90″E / 45.0543333°N 7.6855278°E - 45°3′32.40″N 7°42′23.00″E / 45.0590000°N 7.7063889°E - 45°0′8.10″N 7°41′12.50″E / 45.0022500°N 7.6868056°E - 45°4′12.10″N 7°30′39.00″E / 45.0700278°N 7.5108333°E - 45°8′10.40″N 7°37′35.20″E / 45.1362222°N 7.6264444°E - 45°21′41.70″N 7°46′9.10″E / 45.3615833°N 7.7691944°E - 44°46′9.80″N 7°40′33.50″E / 44.7693889°N 7.6759722°E - 44°48′18.10″N 8°5′55.70″E / 44.8050278°N 8.0988056°E - 44°40′59.90″N 7°53′41.90″E / 44.6833056°N 7.8949722°E | 1997年   | 823bis； 文(ii), (iv), (v)                | 该遗址由22座宫殿和别墅组成，在埃马努埃莱·菲利贝托1562年将萨伏依王朝的首都迁往都灵后，他开始建筑一系列宫殿和别墅以展示统治者的权力。这些建筑大多采用巴洛克风格，是17和18世纪欧洲纪念性建筑的代表。2010年对该遗产进行了小规模的边界修改。图为都灵王宫。 |
| 帕多瓦植物园 Botanical Garden (Orto Botanico), Padua |                                                  | 威尼托大区帕多瓦省 45°23′56.8″N 11°52′50.4″E / 45.399111°N 11.880667°E | 1997年   | 824； 文(ii), (iii)                       | 帕多瓦植物园始建于1545年，是世界上第一个大学植物园。几个世纪以来，它一直是科学研究的中心，同时也是其他花园的模板。该植物园于18世纪进行了翻修，但仍保留了其原有的布局。 |
| 韦内雷港、五村镇及其沿海群岛（帕尔玛利亚岛、提诺岛和提内托岛） Portovenere, Cinque Terre, and the Islands (Palmaria, Tino and Tinetto)                                                               |                                                  | 利古里亚大区拉斯佩齊亞省 | 1997年   | 826bis； 文(ii), (iv), (v)                | 利古里亚海岸的文化景观由人类在过去的一千年中塑造。陡峭崎岖的地形中建有数个风景优美的小镇，土地已被改造成梯田。海岸边还有三个沿海岛屿，岛上有早期修道院建筑的遗迹。2021年对该遗产进行了小规模的边界修改。图为韦内雷港的一座教堂。 |
| 摩德纳的大教堂、市民塔和大广场 Cathedral, Torre Civica and Piazza Grande, Modena |                                                  | 艾米利亚-罗马涅大区摩德纳省 44°38′46.464″N 10°55′32.448″E / 44.64624000°N 10.92568000°E | 1997年   | 827； 文(i), (ii), (iii), (iv)            | 该12世纪的建筑群由大教堂、塔楼和广场组成，是早期罗马式艺术的杰出典范，对该风格的发展有着强烈的影响。大教堂由建筑师兰弗兰科设计，雕塑家维利杰尔莫进行装饰。 |
| 庞贝、赫库兰尼姆和托雷安农齐亚塔考古区 Archaeological Areas of Pompei, Herculaneum and Torre Annunziata                                                                                              |                                                  | 坎帕尼亚大区那不勒斯廣域市 坐标列表 - 40°45′4.00″N 14°29′10.00″E / 40.7511111°N 14.4861111°E - 40°45′14.50″N 14°28′40.70″E / 40.7540278°N 14.4779722°E - 40°45′25.40″N 14°27′9.20″E / 40.7570556°N 14.4525556°E - 40°45′22.60″N 14°27′22.60″E / 40.7562778°N 14.4562778°E - 40°48′20.00″N 14°20′52.00″E / 40.8055556°N 14.3477778°E - 40°48′32.00″N 14°20′37.00″E / 40.8088889°N 14.3436111°E - 40°48′30.00″N 14°20′51.40″E / 40.8083333°N 14.3476111°E | 1997年   | 829； 文(iii), (iv), (v)                  | 该遗产包括三个在公元79年维苏威火山爆发期间被埋在火山灰下的遗址。庞贝城和赫库兰尼姆镇这两个罗马城镇被完整地保存下来，可以深入了解公元1世纪的生活，而托雷安农齐亚塔的两座别墅则有保存完好的壁画。自18世纪中叶起，这些遗址已被逐步挖掘。 |
| 阿马尔菲海岸景观 Costiera Amalfitana |                                                  | 坎帕尼亚大区薩萊諾省 40°38′00″N 14°36′10″E / 40.63333°N 14.60278°E | 1997年   | 830； 文(ii), (iv), (v)                   | 阿马尔菲海岸的地中海文化景观于中世纪的阿马尔菲公国时期（9世纪到11世纪）在西方和拜占庭的影响下形成。海岸上建有城镇，如阿马尔菲和拉韦洛，坡地上则有葡萄园、果园和牧场。 |
| 阿格里真托考古区 Archaeological Area of Agrigento |                                                  | 西西里大区阿格里真托省 37°17′23″N 13°35′36″E / 37.28972°N 13.59333°E | 1997年   | 831； 文(i), (ii), (iii), (iv)            | 阿格里真托自公元前6世纪被作为希腊的殖民地以来，便成为了地中海地区的重要城市之一。多座多立克柱式神庙被保存下来，是最著名的代表希腊艺术和文化的遗址之一。 |
| 卡萨尔的古罗马别墅 Villa Romana del Casale |                                                  | 西西里大区恩納省 37°21′57.996″N 14°20′3.012″E / 37.36611000°N 14.33417000°E | 1997年   | 832； 文(i), (ii), (iii)                  | 位于皮亚扎-阿尔梅里纳的别墅是建于4世纪初的最豪华的罗马别墅之一，是该时期经济和社会结构的体现。它用质量优异的鑲嵌藝術进行了丰富的装饰，是世上最佳的罗马鑲嵌藝術的原地收藏。 |
| 巴鲁米尼的努拉喜 Su Nuraxi di Barumini |                                                  | 撒丁大区南撒丁省 39°42′21″N 8°59′29″E / 39.70583°N 8.99139°E | 1997年   | 833； 文(i), (iii), (iv)                  | 努拉喜是修建得最好和保存最完整的努拉吉遗迹，努拉吉是公元前二千年青铜时代努拉吉文明的防御性巨石建筑。撒丁岛上的努拉吉是一种圆形的防御塔，呈截顶的圆锥体，内部有房间。其中努拉喜的防御塔最初有18.5米（61英尺）高。该遗址在公元前6世纪被遗弃，大多数努拉吉在公元前2世纪的罗马殖民时期便不再使用。 |
| 阿奎萊亞古迹区及长方形主教教堂 Archaeological Area and the Patriarchal Basilica of Aquileia |                                                  | 弗留利-威尼斯朱利亚大区烏迪內省 45°46′6″N 13°22′3″E / 45.76833°N 13.36750°E | 1998年   | 825ter； 文(iii), (iv), (vi)              | 阿奎莱亚是早期罗马帝国最大最富有的城市之一，于452年被阿提拉统治下的匈人洗劫一空。如今，这座古城的大部分地区仍然保存了下来且未被发掘。阿奎莱亚圣殿的镶嵌艺术地板可以追溯到4世纪，并在11世纪和14世纪之间按照罗曼式和哥特式风格进行了重建。它在中世纪早期基督教在中欧大部地区的传教过程中发挥了关键作用。2017年和2018年对该遗产进行了小规模的边界修改。                                                                                |
| 乌尔比诺历史中心 Historic Centre of Urbino |                                                  | 马尔凯大区佩薩羅和烏爾比諾省 43°43′30″N 12°37′59.988″E / 43.72500°N 12.63333000°E | 1998年   | 828； 文(ii), (iv)                        | 在15世纪，乌尔比诺在人文主义者費德里科·達·蒙特費爾特羅的领导下蓬勃发展，吸引了一些最杰出的科学家和艺术家来到这个城市。16世纪以后，其经济和文化发展进入萧条阶段，该市的文艺复兴建筑原貌由此得以最大程度保存。 |
| 奇倫托和迪亞諾河谷國家公園，帕埃斯图姆和韦利亚考古遗址，及帕杜拉的嘉都西會修院 Cilento and Vallo di Diano National Park with the Archeological sites of Paestum and Velia, and the Certosa di Padula |                                                  | 坎帕尼亚大区薩萊諾省 坐标列表 - 40°17′0.00″N 15°29′0.00″E / 40.2833333°N 15.4833333°E - 40°14′53.00″N 14°55′39.00″E / 40.2480556°N 14.9275000°E - 40°4′0.00″N 15°26′0.00″E / 40.0666667°N 15.4333333°E | 1998年   | 842； 文(iii), (iv)                       | 几个世纪以来，伊特拉斯坎人、卢卡尼亚人、希腊殖民者，以及后来的罗马人塑造了这里的文化景观。该遗址包括古希腊时期的两座主要城市——帕埃斯图姆和韦利亚的遗迹。帕杜拉的嘉都西會修院的历史可以追溯到1306年，尽管现在的大部分建筑是17和18世纪的巴洛克风格。 |
| 哈德良别墅（蒂沃利） Villa Adriana (Tivoli) |                                                  | 拉齐奥大区羅馬首都廣域市 41°56′39″N 12°46′19.1″E / 41.94417°N 12.771972°E | 1999年   | 907； 文(i), (ii), (iii)                  | 哈德良别墅位于罗马附近的蒂沃利，是公元2世纪时罗马帝国皇帝哈德良建造的建筑群，包含住宅和休闲建筑，以及花园和游泳池。它结合了古埃及、希腊、罗马的建筑元素。该建筑在哈德良去世后遭受了数个世纪的破坏和忽视，但在15世纪中期被重新发现，影响了文艺复兴和巴洛克时期的建筑师。 |
| 维罗纳城 City of Verona |                                                  | 威尼托大区维罗纳省 45°26′19″N 10°59′38″E / 45.43861°N 10.99389°E | 2000年   | 797rev； 文(ii), (iv)                     | 维罗纳古城建于公元前1世纪的罗马帝国时期，在2000多年的时间里不断发展，至今保存有罗马帝国时代、中世纪以及文艺复兴时期的许多文化古迹，如圆形竞技场、狮子门、哥特式的Arche scaligere，以及一些广场和宫殿。 |
| 埃奥利群岛 Isole Eolie (Aeolian Islands) |                                                  | 西西里大区墨西拿廣域市 38°29′16.3″N 14°56′44.1″E / 38.487861°N 14.945583°E | 2000年   | 908； 自(viii)                            | 至少从18世纪起，地质学家就对西西里岛海岸外的这个群岛进行了广泛的研究。该群岛包含了多个经典的火山地貌特征，对火山学的发展十分重要。斯特朗博利型和武尔卡诺型这两种火山喷发类型以群岛的岛屿命名。 |
| 阿西西古镇的圣方济各圣殿和其他方济各会地点 Assisi, the Basilica of San Francesco and Other Franciscan Sites                                                                                          |                                                  | 翁布里亚大区佩魯賈省 43°4′16.00″N 12°36′53.00″E / 43.0711111°N 12.6147222°E 43°3′29.00″N 12°34′49.00″E / 43.0580556°N 12.5802778°E | 2000年   | 990； 文(i), (ii), (iii), (iv), (vi)      | 阿西西是方济各会的创始人圣方济各的出生地，圣方济各圣殿建于13世纪，有契马布埃、彼得罗·洛伦泽蒂、西蒙尼·马蒂尼和乔托的画作，一直是意大利和西方艺术的参考点。 |
| 蒂沃利的伊斯特别墅 Villa d'Este, Tivoli |                                                  | 拉齐奥大区羅馬首都廣域市 41°57′50.1″N 12°47′46.5″E / 41.963917°N 12.796250°E | 2001年   | 1025； 文(i), (ii), (iii), (iv), (vi)     | 16世纪的伊斯特别墅的园林是意大利文艺复兴园林的最早和最佳的例子之一，由皮罗·利戈里奥设计。园林的几何布局符合文艺复兴时期的美学，并有水池和喷泉装饰，对欧洲园林设计产生了很大的影响。 |
| 晚期的巴洛克城镇诺托壁垒（西西里东南部） Late Baroque Towns of the Val di Noto (South-Eastern Sicily)                                                                                                |                                                  | 西西里大区卡塔尼亞廣域市 坐标列表 - 37°14′23.00″N 14°30′44.00″E / 37.2397222°N 14.5122222°E - 37°30′8.00″N 15°5′13.00″E / 37.5022222°N 15.0869444°E - 37°16′33.20″N 14°47′30.20″E / 37.2758889°N 14.7917222°E - 36°51′37.10″N 14°45′38.60″E / 36.8603056°N 14.7607222°E - 36°53′35.50″N 15°4′8.10″E / 36.8931944°N 15.0689167°E - 37°3′46.10″N 14°54′10.80″E / 37.0628056°N 14.9030000°E - 36°55′31.20″N 14°43′59.90″E / 36.9253333°N 14.7333056°E - 36°47′32.70″N 14°42′20.60″E / 36.7924167°N 14.7057222°E | 2002年   | 1024； 文(i), (ii), (iv), (v)             | 1693年，一场强烈的地震袭击了西西里岛，摧毁了多个城镇。卡尔塔吉罗内、卡塔尼亚谷地米利泰洛、卡塔尼亞、莫迪卡、诺托、帕拉佐洛-阿克雷德、拉古萨和希克利这些城镇以后来被称为西西里巴洛克的风格进行了重建。它们代表了欧洲晚期巴洛克艺术的巅峰。 |
| 皮埃蒙特及伦巴第圣山 Sacri Monti of Piedmont and Lombardy |                                                  | 伦巴第大区和皮埃蒙特大区 坐标列表 - 45°49′7.00″N 8°15′17.00″E / 45.8186111°N 8.2547222°E - 45°5′41.00″N 8°16′11.00″E / 45.0947222°N 8.2697222°E - 45°47′51.80″N 8°24′39.70″E / 45.7977222°N 8.4110278°E - 45°51′37.30″N 8°47′35.60″E / 45.8603611°N 8.7932222°E - 45°37′43.00″N 7°58′41.00″E / 45.6286111°N 7.9780556°E - 45°58′28.40″N 9°10′10.40″E / 45.9745556°N 9.1695556°E - 45°57′49.00″N 8°36′54.00″E / 45.9636111°N 8.6150000°E - 46°6′20.00″N 8°17′13.00″E / 46.1055556°N 8.2869444°E - 45°22′0.00″N 7°37′53.00″E / 45.3666667°N 7.6313889°E | 2003年   | 1068rev； 文(ii), (iv)                    | 圣山（Sacro Monte）是一种基督教的宗教设施，始于15世纪末，其目的是向无法到达圣地的朝圣者提供朝圣和祈祷的场所。该遗址由皮埃蒙特和伦巴第的九个此类建筑群组成，建于16世纪末和17世纪。它们具有丰富的艺术气息，并很好地融入了景观。图为多莫多索拉圣山。 |
| 奥尔恰谷 Val d'Orcia |                                                  | 托斯卡纳大区錫耶納省 43°4′0″N 11°33′0″E / 43.06667°N 11.55000°E | 2004年   | 1026rev； 文(iv), (vi)                    | 锡耶纳腹地的奥尔恰谷的文化景观在14和15世纪被重新设计，符合文艺复兴时期的审美理想，在锡耶纳画派的绘画中占有突出的地位。被列入列为世界遗产的地点包括：反映创造性土地管理体系的田园景象、小镇和村庄、通往罗马的法兰契杰纳大道及其沿途的修道院、客栈、神殿和桥等。 |
| 切尔韦泰里和塔尔奎尼亚的伊特鲁里亚人大墓地 Etruscan Necropolises of Cerveteri and Tarquinia |                                                  | 拉齐奥大区羅馬首都廣域市和维泰博省 42°0′24.60″N 12°6′6.80″E / 42.0068333°N 12.1018889°E 42°15′1.60″N 11°46′11.50″E / 42.2504444°N 11.7698611°E | 2004年   | 1158； 文(i), (iii), (iv)                 | 切尔韦泰里和塔尔奎尼亚的两座伊特鲁里亚人的大墓地建于公元前9世纪至公元前1世纪。坟墓的墙壁上有很多质量精美的壁画和岩石雕刻，描绘了日常生活的场景（图为豹子墓）。 |
| 锡拉库扎和潘塔立克石墓群 Syracuse and the Rocky Necropolis of Pantalica |                                                  | 西西里大区錫拉庫薩省 坐标列表 - 37°8′30.00″N 15°1′42.00″E / 37.1416667°N 15.0283333°E - 37°5′45.00″N 15°13′30.00″E / 37.0958333°N 15.2250000°E - 37°3′34.00″N 15°17′35.00″E / 37.0594444°N 15.2930556°E | 2005年   | 1200； 文(ii), (iii), (iv), (vi)          | 锡拉库扎于公元前8世纪由科林斯人建立，并成为大希腊最重要的城市之一。阿波罗神庙是这一时期最重要的遗迹之一。潘塔立克的大墓地（图）包含5000多座石墓，大部分可追溯至公元前13世纪到公元前7世纪，此外还有拜占庭时代的建筑遗迹。 |
| 热那亚的新街和罗利宫殿体系 Genoa: Le Strade Nuove and the system of the Palazzi dei Rolli |                                                  | 利古里亚大区熱那亞廣域市 44°24′44″N 8°55′52″E / 44.41222°N 8.93111°E | 2006年   | 1211； 文(ii), (iv)                       | 该遗址包括热那亚16和17世纪的两个城市发展项目，当时热那亚共和国]正处于权力的顶峰。新街（今加里波第街）是由热那亚贵族所建的街道。罗利宫殿体系是一组文艺复兴时期和巴洛克时期的宫殿，与私人住宅“公众居住”的特殊制度有关，根据这一制度，代表国家访问热那亚共和国的著名客人会在这些宫殿中被招待。 |
| 阿尔布拉/贝尔尼纳景观中的雷塔恩铁路* Rhaetian Railway in the Albula / Bernina Landscapes |                                                  | 伦巴第大区松德里奧省 46°29′54″N 9°50′47″E / 46.49833°N 9.84639°E | 2008年   | 1276； 文(ii), (iv)                       | 雷塔恩铁路的阿尔布拉线和贝尔尼纳线是穿越瑞士阿尔卑斯山的两条历史悠久的铁路。它们建于20世纪初，为许多曾与世隔绝的阿尔卑斯山居民点提供了一条快速便捷的路线。建造该铁路时克服了桥梁、长廊和隧道等技术难题。该遗产与瑞士共有。图为蒂拉诺的站点。 |
| 曼托瓦和萨比奥内塔 Mantua and Sabbioneta |                                                  | 伦巴第大区曼托瓦省 45°9′34.00″N 10°47′40.00″E / 45.1594444°N 10.7944444°E 44°59′54.00″N 10°29′25.00″E / 44.9983333°N 10.4902778°E | 2008年   | 1287； 文(ii), (iii)                      | 这两个城市代表了文艺复兴时期城市规划的两种方式。曼托瓦（图）起源于罗马时代，保留了11世纪的历史建筑，在15和16世纪进行了翻新。萨比奥内塔在16世纪下半叶由韦斯帕夏诺一世·贡扎加建立，并根据当时的理想城市的设想，以网格规划的方式建造。 |
| 多洛米蒂山脉 The Dolomites |                                                  | 威尼托大区和特伦蒂诺-上阿迪杰大区 坐标列表 - 46°26′52.00″N 12°6′49.00″E / 46.4477778°N 12.1136111°E - 46°25′54.00″N 11°51′23.00″E / 46.4316667°N 11.8563889°E - 46°14′51.00″N 11°59′39.00″E / 46.2475000°N 11.9941667°E - 46°20′48.00″N 12°30′13.00″E / 46.3466667°N 12.5036111°E - 46°36′47.00″N 12°9′47.00″E / 46.6130556°N 12.1630556°E - 46°36′13.00″N 11°48′24.00″E / 46.6036111°N 11.8066667°E - 46°27′16.00″N 11°36′10.00″E / 46.4544444°N 11.6027778°E - 46°21′37.00″N 11°25′14.00″E / 46.3602778°N 11.4205556°E - 46°9′51.00″N 10°54′9.00″E / 46.1641667°N 10.9025000°E | 2009年   | 1237rev； 自(vii), (viii)                 | 该遗产包括意大利阿尔卑斯山北部的山脉多洛米蒂山脉的九个区域，有18座海拔3,000米（9,800英尺）以上的山峰。山间的景观包括峭壁的岩石、垂直的山壁、狭长的山谷。地质学方面，该地有出土三叠纪的海洋生物化石。图为马尔莫拉达山。 |
| 圣乔治山* Monte San Giorgio |                                                  | 伦巴第大区瓦雷澤省 45°53′20″N 8°54′50″E / 45.88889°N 8.91389°E | 2010年   | 1090； 自(viii)                           | 圣乔治山位于卢加诺湖南面，出土的三叠纪海洋生物化石是迄今为止最好的。在三叠纪时期，该地区是一个热带潟湖，繁衍着爬行动物、鱼类、双壳类、菊石、棘皮动物和甲壳动物。陆地动物的化石在这里也有出土。该山的瑞士部分于2003年被列为世界遗产，2010年，圣乔治山的意大利部分也被扩充入遗产范围内。 |
| 意大利的伦巴第人遗址——权力之所在（568年至774年） Longobards in Italy. Places of the power (568-774 A.D.)                                                                                             |                                                  | 弗留利-威尼斯朱利亚大区烏迪內省、伦巴第大区布雷西亚省、翁布里亚大区瓦雷澤省和佩魯賈省、坎帕尼亚大区貝內文托省和普利亚大区福賈省 坐标列表 - 46°5′39.00″N 13°25′59.00″E / 46.0941667°N 13.4330556°E - 45°32′23.00″N 10°13′34.00″E / 45.5397222°N 10.2261111°E - 45°43′44.00″N 8°51′34.00″E / 45.7288889°N 8.8594444°E - 42°44′31.00″N 12°44′36.00″E / 42.7419444°N 12.7433333°E - 42°50′32.00″N 12°45′25.00″E / 42.8422222°N 12.7569444°E - 41°7′50.00″N 14°46′53.00″E / 41.1305556°N 14.7813889°E - 41°42′29.00″N 15°57′17.00″E / 41.7080556°N 15.9547222°E | 2011年   | 1318； 文(ii), (iii), (vi)                | 该遗址由七组修道院、教堂和堡垒组成，与6至8世纪统治意大利的伦巴底人有关，吸收了古罗马、基督教、拜占庭及北欧日耳曼等多种元素。列入世界遗产的古迹位于布雷西亚、弗留利地区奇维达莱、卡斯泰尔塞普廖、斯波莱托、克利通诺河畔坎佩洛、贝内文托和蒙特圣安杰洛。伦巴第建筑结合了多种风格，标志着欧洲古代向中世纪的过渡。 |
| 阿尔卑斯地区史前湖岸木桩建筑* Prehistoric Pile dwellings around the Alps |                                                  | 弗留利-威尼斯朱利亚大区、伦巴第大区、皮埃蒙特大区和特伦蒂诺-上阿迪杰大区 坐标列表 - 46°1′18.268″N 12°28′52.13″E / 46.02174111°N 12.4811472°E - 45°26′11.094″N 10°32′14.68″E / 45.43641500°N 10.5374111°E - 46°1′18.268″N 12°28′52.13″E / 46.02174111°N 12.4811472°E - 45°26′11.094″N 10°32′14.68″E / 45.43641500°N 10.5374111°E - 45°32′7.944″N 10°33′27.94″E / 45.53554000°N 10.5577611°E - 45°27′30.121″N 10°38′36.8″E / 45.45836694°N 10.643556°E - 45°33′3.326″N 10°29′17.19″E / 45.55092389°N 10.4881083°E - 45°6′27.544″N 10°23′34.71″E / 45.10765111°N 10.3929750°E - 45°22′16.878″N 10°35′9.61″E / 45.37135500°N 10.5860028°E - 45°22′9.343″N 10°38′3.13″E / 45.36926194°N 10.6342028°E - 45°48′43.25″N 8°43′5.02″E / 45.8120139°N 8.7180611°E - 45°47′47.152″N 8°45′20.19″E / 45.79643111°N 8.7556083°E - 45°47′58.625″N 8°38′55.64″E / 45.79961806°N 8.6487889°E - 45°25′5.743″N 8°1′22.44″E / 45.41826194°N 8.0229000°E - 45°44′1.709″N 8°33′7.6″E / 45.73380806°N 8.552111°E - 45°52′26.857″N 10°45′54.05″E / 45.87412694°N 10.7650139°E - 45°59′24.346″N 10°49′51.55″E / 45.99009611°N 10.8309861°E - 45°27′22.705″N 10°39′30.31″E / 45.45630694°N 10.6584194°E - 45°26′5.168″N 10°39′47.51″E / 45.43476889°N 10.6631972°E - 45°10′46.348″N 11°12′40.5″E / 45.17954111°N 11.211250°E - 45°16′10.844″N 11°44′32.68″E / 45.26967889°N 11.7424111°E                                                                                   | 2011年   | 1363； 文(iv), (v)                        | 该跨国遗产（与奥地利、法国、德国、斯洛文尼亚和瑞士共有）包含111个小型独立遗址，其中19个遗址位于意大利。该遗址是公元前5000年至公元前500年左右在阿尔卑斯山区内、外的湖边、河岸及湿地边缘建造的史前木桩建筑（又称干栏式建筑）定居点。该遗址含有关于新石器时代和青铜时代欧洲阿尔卑斯山地区人民的生活和贸易的丰富信息。 |
| 托斯卡纳的美第奇别墅和花园 Medici Villas and Gardens in Tuscany |                                                  | 托斯卡纳大区普拉托省和佛羅倫斯廣域市 坐标列表 - 43°57′53.00″N 11°17′41.00″E / 43.9647222°N 11.2947222°E - 43°57′11.00″N 11°17′13.00″E / 43.9530556°N 11.2869444°E - 43°48′33.00″N 11°14′58.00″E / 43.8091667°N 11.2494444°E - 43°48′20.00″N 11°17′20.00″E / 43.8055556°N 11.2888889°E - 43°49′10.00″N 11°13′41.00″E / 43.8194444°N 11.2280556°E - 43°49′3.00″N 11°3′23.00″E / 43.8175000°N 11.0563889°E - 43°49′8.00″N 11°14′12.00″E / 43.8188889°N 11.2366667°E - 43°45′44.00″N 11°14′51.00″E / 43.7622222°N 11.2475000°E - 43°45′31.00″N 10°52′45.00″E / 43.7586111°N 10.8791667°E - 43°59′38.00″N 10°13′55.00″E / 43.9938889°N 10.2319444°E - 43°51′28.00″N 11°18′15.00″E / 43.8577778°N 11.3041667°E - 43°51′6.00″N 10°58′22.00″E / 43.8516667°N 10.9727778°E - 43°46′55.00″N 11°2′39.00″E / 43.7819444°N 11.0441667°E - 43°44′56.00″N 11°14′52.00″E / 43.7488889°N 11.2477778°E | 2013年   | 175； 文(ii), (iv), (vi)                  | 该遗址由12座别墅和两个花园组成，是15至17世纪在统治托斯卡纳的美第奇家族的赞助下建造的。它们代表了一种新型的贵族住宅，不同于当时富人的农场或军事城堡。这些别墅和花园是休闲、艺术和知识之地，按照文艺复兴人文主义的原则设计。图为菲耶索莱美第奇别墅。 |
| 埃特纳火山 Mount Etna |                                                  | 西西里大区卡塔尼亞廣域市 37°45′22″N 14°59′48″E / 37.75611°N 14.99667°E | 2013年   | 1427； 自(viii)                           | 埃特纳火山是世界上最活跃的复式火山，也是被研究最多的火山之一，有至少2,700年的历史记录。该火山有数个典型的火山现象，如火山渣锥、熔岩流和熔岩洞。这座山是多种地方性动物和植物物种的家园。 |
| 朗格—洛埃洛和蒙菲拉托的皮埃蒙特葡萄园景观 Vineyard Landscape of Piedmont: Langhe-Roero and Monferrato                                                                                                |                                                  | 皮埃蒙特大区和伦巴第大区 坐标列表 - 44°36′31″N 7°57′49″E / 44.60861°N 7.96361°E - 44°39′7″N 7°59′39″E / 44.65194°N 7.99417°E - 44°43′14″N 8°5′15″E / 44.72056°N 8.08750°E - 44°47′47″N 8°18′18″E / 44.79639°N 8.30500°E - 44°44′17″N 8°14′59″E / 44.73806°N 8.24972°E - 45°3′3″N 8°23′23″E / 45.05083°N 8.38972°E | 2014年   | 1390rev； 文(iii), (v)                    | 至少从公元前5世纪开始，皮埃蒙特葡萄酒的种植和加工就在这个地区进行。其文化景观包括葡萄园、村庄、酒窖、农场和罗马式教堂。该遗址包括五个葡萄酒生产区和格林扎內卡武爾城堡。 |
| 阿拉伯-诺曼时期的巴勒莫以及切法卢和蒙雷阿莱的主教座堂 Arab-Norman Palermo and the Cathedral Churches of Cefalù and Monreale                                                                          | 一座教堂，前方有一棵棕榈树                       | 西西里大区巴勒莫省 坐标列表 - 38°6′39″N 13°21′11″E / 38.11083°N 13.35306°E - 38°6′34.46″N 13°21′16.68″E / 38.1095722°N 13.3546333°E - 38°6′53″N 13°21′46″E / 38.11472°N 13.36278°E - 38°06′53″N 13°21′45″E / 38.11472°N 13.36250°E - 38°06′51.63″N 13°21′22″E / 38.1143417°N 13.35611°E - 38°7′0″N 13°20′29″E / 38.11667°N 13.34139°E - 38°6′18″N 13°22′29″E / 38.10500°N 13.37472°E - 38°02′24″N 14°01′24″E / 38.04000°N 14.02333°E - 38°4′55″N 13°17′32″E / 38.08194°N 13.29222°E | 2015年   | 1487； 文(ii), (iv)                       | 该遗址由九座建筑组成，建于诺曼西西里王国时期（1130年-1194年），其风格融合了阿拉伯、拜占庭和西方艺术的特点。被列为世界遗产的是两座宫殿、三座教堂、三座主教座堂和海军上将桥。 |
| 喀尔巴阡山脉和欧洲其他地区的原始山毛榉林* Primeval Beech Forests of the Carpathians and Other Regions of Europe                                                                                      | 图片的后方是一片被白雪覆盖的山地，前方是一片森林 | 托斯卡纳大区、阿布鲁佐大区、拉齐奥大区、巴西利卡塔大区和普利亚大区 坐标列表 - 41°49′56″N 13°43′43″E / 41.83222°N 13.72861°E - 41°50′49″N 13°42′20″E / 41.84694°N 13.70556°E - 41°51′37″N 13°50′48″E / 41.86028°N 13.84667°E - 41°47′15″N 13°44′39″E / 41.78750°N 13.74417°E - 41°45′15″N 13°53′9″E / 41.75417°N 13.88583°E - 39°54′19″N 16°6′4″E / 39.90528°N 16.10111°E - 39°53′43″N 16°11′54″E / 39.89528°N 16.19833°E - 38°7′55″N 15°57′41″E / 38.13194°N 15.96139°E - 41°48′21″N 15°58′41″E / 41.80583°N 15.97806°E - 41°50′20″N 16°1′25″E / 41.83889°N 16.02361°E - 42°24′31″N 12°12′11″E / 42.40861°N 12.20306°E - 42°10′25″N 12°9′40″E / 42.17361°N 12.16111°E - 43°50′40″N 11°48′11″E / 43.84444°N 11.80306°E | 2017年   | 1133ter； 自(ix)                          | 原始山毛榉林为了解欧洲山毛榉（Fagus sylvatica）在过去一百万年的历史和演变提供了重要资源，展现了冰川时期过后欧洲山毛榉在没有人类干扰下的情况下，从阿尔卑斯山、喀尔巴阡山脉、狄那里克阿尔卑斯山脉、地中海、比利牛斯山个别孤立地点逐渐扩张的过程。该遗址于2007年在斯洛伐克和乌克兰首次被列入世界遗产。遗产的边界在2011年、2017年和2021年进行了扩大，如今囊括18国的山毛榉林。意大利的13个森林于2017年和2021年被列入。图为Val Fondillo。 |
| 16至17世纪威尼斯共和国防御工事：陆地之国到西方的海洋之国* Venetian Works of Defence between 16th and 17th centuries: Stato da Terra – western Stato da Mar                                           |                                                  | 威尼托大区、弗留利-威尼斯朱利亚大区和伦巴第大区 坐标列表 - 45°42′12″N 9°39′49″E / 45.70333°N 9.66361°E - 45°26′20″N 10°41′39″E / 45.43889°N 10.69417°E - 45°54′22″N 13°18′35″E / 45.90611°N 13.30972°E | 2017年   | 1533； 文 (iii), (iv)                     | 该遗产由意大利、克罗地亚和黑山的六座防御工事组成，横跨意大利伦巴第大区和亚得里亚海东海岸之间1000多公里（620英里）。这些防御工事（被称为alla moderna）的设计反映了火药被引入战争，导致了军事技术和建筑的重大转变。三个遗址位于意大利：帕尔马诺瓦的星形要塞（地图如图）以及贝尔加莫和加尔达渔村的防御工事。 |
| 伊夫雷亚，20世纪工业城市 Ivrea, industrial city of the 20th century |                                                  | 皮埃蒙特大区都靈廣域市 45°27′27″N 7°52′9″E / 45.45750°N 7.86917°E | 2018年   | 1538bis； 文(iv)                          | 伊夫雷亚工业城由打字机、机械计算机和办公电脑制造商好利获得公司负责人卡米洛·奥利韦蒂于1908年建立。这座城市主要在1930年至1960年代间，按照政治社區運動的理念设计。该建筑群包括工业建筑、住宅和公共建筑，并表达了现代视野下工业生产与建筑之间的关系。2021年对该遗产进行了小规模的边界修改。 |
| 科内利亚诺和瓦尔多比亚德内的普罗赛柯产地 Le Colline del Prosecco di Conegliano e Valdobbiadene |                                                  | 威尼托大区特雷维索省 45°57′10.9″N 12°13′34″E / 45.953028°N 12.22611°E | 2019年   | 1571rev； 文(v)                           | 科内利亚诺和瓦尔多比亚德内的典型文化景观是猪背岭，自17世纪以来，这些山丘已被梯田化并改建为葡萄园。该地区生产普罗赛柯葡萄酒。景观还包括森林、树篱、农场和村庄。 |
| 欧洲温泉疗养胜地* The Great Spa Towns of Europe |                                                  | 托斯卡纳大区皮斯托亚省蒙特卡蒂尼-泰尔梅 43°53′18.98″N 10°46′46″E / 43.8886056°N 10.77944°E | 2021年   | 1613； 文(ii)(iii)(iv)(vi)                | 欧洲温泉疗养胜地由7个欧洲国家的11个温泉镇组成，在19世纪工业药物发展之前，这些国家的矿泉水被用于治疗和疗养目的。被列入世界遗产的意大利温泉镇是蒙特卡蒂尼-泰尔梅镇。 |
| 帕多瓦14世紀濕壁畫群 Cicli di affreschi del XIV secolo di Padova | 绘满壁画的小圣堂内部                             | 威尼托大区帕多瓦省 坐标列表 - 45°24′42.81″N 11°52′46.62″E / 45.4118917°N 11.8796167°E - 45°24′27.38″N 11°52′23.19″E / 45.4076056°N 11.8731083°E - 45°24′5.14″N 11°52′51.09″E / 45.4014278°N 11.8808583°E - 45°24′4.87″N 11°52′8.69″E / 45.4013528°N 11.8690806°E | 2021年   | 1623； 文(ii)                             | 该遗址由八个宗教及世俗建筑群组成，这里有乔托、瓜里恩托·达尔珀、Giusto de' Menabuoi、阿蒂吉耶罗·达·泽维奥、Jacopo d'Avanzi、雅各布·达韦罗纳等艺术家在1302年至1397年间绘制的湿壁画。这些壁画在描绘寓言叙事的方式上有所创新，并使用了新的透视技术。图为斯克羅威尼禮拜堂。 |
| 博洛尼亚拱廊 The Porticoes of Bologna | 两侧有拱廊的街道                                 | 艾米利亚-罗马涅大区博洛尼亚省 坐标列表 - 44°29′29″N 11°19′58″E / 44.49139°N 11.33278°E - 44°29′31.98″N 11°20′52.98″E / 44.4922167°N 11.3480500°E - 44°29′49.98″N 11°20′29.99″E / 44.4972167°N 11.3416639°E - 44°29′7.98″N 11°21′16.98″E / 44.4855500°N 11.3547167°E - 44°29′33″N 11°20′35.98″E / 44.49250°N 11.3433278°E - 44°29′7.4″N 11°18′6.9″E / 44.485389°N 11.301917°E - 44°29′47.99″N 11°21′5″E / 44.4966639°N 11.35139°E - 44°29′44.18″N 11°18′37.9″E / 44.4956056°N 11.310528°E - 44°29′27.98″N 11°20′38.99″E / 44.4911056°N 11.3441639°E - 44°29′26.3″N 11°21′20.58″E / 44.490639°N 11.3557167°E - 44°30′8.98″N 11°20′11.99″E / 44.5024944°N 11.3366639°E - 44°29′42.98″N 11°17′4.98″E / 44.4952722°N 11.2847167°E | 2021年   | 1650； 文(iv)                             | 门廊是博洛尼亚市的一项重要的文化和建筑遗产。几个世纪以来，它们常以带顶人行道和黄金商业区的形式出现。这些拱廊用木头或砖石建造，20世纪后有的还以钢筋混凝土浇筑。被列为世界遗产的有12个门廊及其周围建筑。 |
| 亞平寧山脈北部的蒸發岩溶地貌及洞穴 Evaporitic Karst and Caves of Northern Apennines | 荒芜的岩石景观，背景为一些树木                   | 艾米利亚-罗马涅大区博洛尼亚广域市、雷焦艾米利亞省、拉文納省、里米尼省 坐标列表 - 44°22′47.8″N 10°23′20.1″E / 44.379944°N 10.388917°E - 44°35′6″N 10°35′56″E / 44.58500°N 10.59889°E - 44°27′40″N 11°13′13″E / 44.46111°N 11.22028°E - 44°26′11.5″N 11°23′42.4″E / 44.436528°N 11.395111°E - 44°16′44″N 11°34′22″E / 44.27889°N 11.57278°E - 44°15′49″N 11°37′56″E / 44.26361°N 11.63222°E - 44°14′17″N 11°42′24″E / 44.23806°N 11.70667°E - 43°55′5″N 12°20′45″E / 43.91806°N 12.34583°E - 43°52′30″N 12°32′51″E / 43.87500°N 12.54750°E | 2023年   | 1692； 自(viii)                           | 该遗产包括四个蒸发岩溶地区，两个三叠纪硬石膏地区和两个墨西拿期石膏地区（图为杰西博洛涅西和阿巴代萨的沟壑地区公园的例子），是世界上最早也是研究最充分的蒸发岩溶。该地区有900多个洞穴，总长超过100公里，展现出各种各样的岩溶特征，并蕴藏着稀有矿物。洞穴中还栖息着多种植物物种，其中许多濒临灭绝。 |
| 阿庇亞道：道路女王 Via Appia. Regina Viarum | 一条罗马大道，有树木和植物围绕                   | 拉素大區、坎帕尼亞大區、普利亞大區、巴西利卡塔大區 坐标列表 - 41°50′47.36″N 12°31′50.69″E / 41.8464889°N 12.5307472°E - 41°43′20.63″N 12°39′54.24″E / 41.7223972°N 12.6650667°E - 41°17′33.8″N 13°15′45.8″E / 41.292722°N 13.262722°E - 41°21′31.58″N 13°25′37.25″E / 41.3587722°N 13.4270139°E - 41°19′8.57″N 13°28′53.55″E / 41.3190472°N 13.4815417°E - 41°15′11″N 13°35′39.9″E / 41.25306°N 13.594417°E - 41°14′25.7″N 13°46′2.5″E / 41.240472°N 13.767361°E - 41°8′16.3″N 13°51′30.6″E / 41.137861°N 13.858500°E - 41°4′59.34″N 14°15′17″E / 41.0831500°N 14.25472°E - 41°7′52.46″N 14°46′28.63″E / 41.1312389°N 14.7746194°E - 41°4′28.3″N 14°55′56.6″E / 41.074528°N 14.932389°E - 40°56′54.85″N 14°54′35.72″E / 40.9485694°N 14.9099222°E - 40°28′16.31″N 17°14′31.59″E / 40.4711972°N 17.2421083°E - 40°30′52.64″N 17°37′11.58″E / 40.5146222°N 17.6198833°E - 40°38′13.11″N 17°58′37.38″E / 40.6369750°N 17.9770500°E - 41°12′10.78″N 14°57′54.97″E / 41.2029944°N 14.9652694°E - 41°20′40.56″N 15°28′59.65″E / 41.3446000°N 15.4832361°E - 41°17′55.62″N 16°7′48.85″E / 41.2987833°N 16.1302361°E - 40°45′18.6″N 17°40′35.03″E / 40.755167°N 17.6763972°E | 2024年   | 1708； 文(iii), (iv), (vi)                | 亚壁古道是最早的、战略上最重要的罗马道路之一。它建于公元前312年，连接罗马和布林迪西。其道路设计是革命性的，该大道绕过了沿途的城镇，穿过数座桥梁和高架桥，并由密实的玄武岩板铺成。此外，它还是免费的公共道路。该大道一直被使用到中世纪，在经过翻修后甚至在后来的时期也被使用。图为卡萨尔罗通多段的古道。 |
| 撒丁岛史前时期的丧葬传统——仙女之家 Funerary Tradition in the Prehistory of Sardinia – The domus de janas                                                                                             | 一座巨石坟墓                                     | 薩丁尼亞大區 | 2025年   | 1730； 文(iii)                            | 此遺產包括撒丁岛史前努拉吉文化的遗址，其历史可追溯至新石器时代到青铜时代，即公元前5千年至公元前3千年。这些遗址包括巨石遗址和地下墓室，具体而言是立石、石棚墓、石圈和墓室。后者被称为“仙女之家”，有些墓穴的墙壁上有绘画装饰。图为洛措拉伊的一座墓穴。 |

### 各大区世界遗产分布

意大利各大区的世界遗产数量（截至2023年）

截至2025年，意大利各大区的世界遗产数量如下表所示：
| 大区                  | 独有遗产 | 共有遗产 | 合计 |
| --------------------- | -------- | -------- | ---- |
| 瓦莱达奥斯塔大区      | —        | —        | —    |
| 皮埃蒙特大区          | 3        | 2        | 5    |
| 利古里亚大区          | 2        | —        | 2    |
|                       | 4        | 6        | 10   |
|                       | —        | 2        | 2    |
| 威尼托大区            | 6        | 3        | 9    |
| 佛里烏利-威尼斯朱利亞 | 1        | 4        | 5    |
|                       | 5        | 1        | 6    |
| 托斯卡纳大区          | 7        | 1        | 8    |
| 马尔凯大区            | 1        | —        | 1    |
|                       | 1        | 1        | 2    |
|                       | 3        | 3        | 6    |
| 阿布鲁佐大区          | —        | 1        | 1    |
| 莫利塞大区            | —        | —        | —    |
| 坎帕尼亚大区          | 5        | 2        | 7    |
| 普利亚大区            | 2        | 3        | 5    |
| 巴西利卡塔大区        | 1        | 2        | 3    |
| 卡拉布里亚大区        | —        | 1        | 1    |
| 西西里大区            | 7        | —        | 7    |
|                       | 2        | —        | 2    |

1. ↑  萨沃王宫
2. ↑  朗格—洛埃洛和蒙菲拉托的皮埃蒙特葡萄园景观
3. ↑  伊夫雷亚，20世纪工业城市
4. 1 2  皮埃蒙特及伦巴第圣山
5. 1 2 3 4 5  阿尔卑斯地区史前湖岸木桩建筑
6. ↑  韦内雷港、五村镇及其沿海群岛（帕尔玛利亚岛、提诺岛和提内托岛）
7. ↑  热那亚的新街和罗利宫殿体系
8. ↑  梵尔卡莫尼卡谷地岩画
9. ↑  绘有达·芬奇《最后的晚餐》的圣玛丽亚感恩教堂和多明各会修道院
10. ↑  阿达河畔克雷斯皮
11. ↑  曼托瓦和萨比奥内塔
12. ↑  阿尔布拉/贝尔尼纳景观中的雷塔恩铁路
13. ↑  圣乔治山
14. 1 2 3 4 5  意大利的伦巴第人遗址——权力之所在（568年至774年）
15. 1 2 3  16至17世纪威尼斯共和国防御工事：陆地之国到西方的海洋之国
16. 1 2 3  多洛米蒂山脉
17. ↑  威尼斯及其泻湖
18. ↑  维琴察城和威尼托的帕拉第奥式别墅
19. ↑  帕多瓦植物园
20. ↑  维罗纳城
21. ↑  科内利亚诺和瓦尔多比亚德内的普罗赛柯产地
22. ↑  帕多瓦14世纪湿壁画群
23. ↑  阿奎莱亚古迹区及长方形主教教堂
24. ↑  文艺复兴城市费拉拉城以及波河三角洲
25. ↑  拉文纳早期基督教名胜
26. ↑  摩德纳的大教堂、市民塔和大广场
27. ↑  博洛尼亚拱廊
28. ↑  亚平宁山脉北部的蒸发岩溶地貌及洞穴
29. 1 2 3 4 5 6  喀尔巴阡山脉和欧洲其他地区的原始山毛榉林
30. ↑  佛罗伦萨历史中心
31. ↑  比萨主教座堂广场
32. ↑  圣吉米尼亚诺历史中心
33. ↑  锡耶纳历史中心
34. ↑  皮恩扎历史中心
35. ↑  奥尔恰谷
36. ↑  托斯卡纳的美第奇别墅和花园
37. ↑  欧洲温泉疗养胜地
38. ↑  乌尔比诺历史中心
39. ↑  阿西西古镇的圣方济各圣殿和其他方济各会地点
40. ↑  哈德良别墅（蒂沃利）
41. ↑  蒂沃利的伊斯特别墅
42. ↑  切尔韦泰里和塔尔奎尼亚的伊特鲁里亚人大墓地
43. ↑  罗马历史中心，享受治外法权的罗马教廷建筑和缪拉圣保罗弗利
44. 1 2 3 4  阿庇亞道：道路女王
45. ↑  那不勒斯历史中心
46. ↑  卡塞塔的18世纪花园皇宫、凡韦特里水渠和圣莱乌西建筑群
47. ↑  庞贝、赫库兰尼姆和托雷安农齐亚塔考古区
48. ↑  阿马尔菲海岸景观
49. ↑  奇伦托和迪亚诺河谷国家公园，帕埃斯图姆和韦利亚考古遗址，及帕杜拉的嘉都西会修院
50. ↑  蒙特城堡
51. ↑  阿尔贝罗贝洛的圆顶石屋
52. ↑  马泰拉的石窟民居和石头教堂花园
53. ↑  阿格里真托考古区
54. ↑  巴鲁米尼的努拉喜
55. ↑  埃奥利群岛
56. ↑  晚期的巴洛克城镇诺托壁垒（西西里东南部）
57. ↑  锡拉库扎和潘塔立克石墓群
58. ↑  埃特纳火山
59. ↑  阿拉伯-诺曼时期的巴勒莫以及切法卢和蒙雷阿莱的主教座堂
60. ↑  卡萨尔的古罗马别墅
61. ↑  薩丁尼亞島史前時期的喪葬傳統——仙女之家

## 预备名单
除已入选的世界遗产外，接受《保护世界文化和自然遗产公约》的成员国还可以把遗产项目列入预备名单，任何遗产在提名《世界遗产名录》前都必须入选预备名单。截至2025年，意大利共有30项遗产列入预备名单。
| 名称 | 图像                       | 地点                                               | 入选年份 | 对应标准                                 | 简介 |
| --- | -------------------------- | -------------------------------------------------- | -------- | ---------------------------------------- | --- |
| 马焦雷湖和奥尔塔湖地区 Lake Maggiore and Lake D'Orta lakelands                                                                                               | 湖上的岛屿                 | 諾瓦拉省、韋爾巴諾-庫西奧-奧索拉省                 | 2006年   | 文(ii), (vi)                             | 该湖区的文化景观始于16世纪，湖泊沿岸和湖中岛屿上散落着别墅和花园。自19世纪以来，该地区已成为一个受欢迎的度假胜地。这些建筑是文艺复兴时期、巴洛克时期和新古典主义时期的产物。图为奥尔塔湖上的圣朱廖岛。 |
| 漢璧禮植物園 Hanbury botanical gardens | 花园中的仙人掌和其他植物   | 因佩里亞省                                         | 2006年   | 文(ii), (iv)                             | 该植物園由漢璧禮爵士在19世纪下半叶建立，主要用于种植非欧洲的外来植物，以及进行植物学实验。该花园也是利古里亚等地类似花园的原型。 |
| 奥尔维耶托 Orvieto | 一座教堂的装饰性外墙       | 特爾尼省                                           | 2006年   | 文(i), (iv), (v)                         | 奥尔维耶托曾是伊特拉斯坎人的城镇，在公元前6世纪至4世纪达到发展的顶峰，后于罗马时代衰落。在中世纪时期，该城镇在13和14世纪再度崛起，奥尔维耶托主教座堂（图）也建于该时期。其高度装饰的外墙是意大利哥特式建筑的杰作。 |
| 教皇贵族的别墅 Villas of the Papal Nobility | 黄色外墙的别墅             | 维泰博省、羅馬首都廣域市                           | 2006年   | 文(i), (ii), (iii), (iv)                 | 该遗址由15座位于郊区的别墅组成，始建于16世纪下半叶，专门为与教皇宫廷有关的高级神职人员和贵族而建。这些建筑由当时最著名的建筑师设计，如吉安·洛伦佐·贝尼尼和弗朗切斯科·博罗米尼，并由著名艺术家进行装饰。图为法尔内塞别墅。 |
| 薩蘭托和“巴罗科莱切塞” Salento and the "Barocco Leccese" | 高度装饰的巴洛克教堂外墙   | 萊切省                                             | 2006年   | 文(i), (iii), (iv)                       | 数个世纪以来，薩蘭托半岛受到无数文明的影响，岛上有梅萨比人的史前遗迹。该地区的一大显着特征是所谓的“巴罗科莱切塞”（Barocco Leccese），一种在反宗教改革期间在莱切发展起来的巴洛克风格。该风格具有高度的装饰性，旨在展示天主教会的力量。图为圣十字圣殿。                                                                                         |
| 斯蒂洛的卡托利卡修道院和巴西利安-拜占庭建筑群 Cattolica Monastery in Stilo and Basilian-Byzantine complexes                                                  | 红砖砌成的拜占庭式教堂     | 雷焦卡拉布里亞省                                   | 2006年   | 文(ii), (iii), (iv)                      | 6世纪至11世纪，卡拉布里亚受到拜占庭帝国的影响，反映在了通常位于山洞中的教堂建筑和修道院上。这些修道院吸引了从叙利亚和埃及逃离的隐士，并带来了他们的传统。该提名包括数个教堂和相关建筑。 |
| 馬達萊娜群島和博尼法喬群岛* Archipelago of La Maddalena and Islands of Bocche di Bonifacio                                                                   | 群岛的俯视图               | 薩薩里省                                           | 2006年   | 自(vii), (ix), (x)                       | 该群岛位于撒丁岛和科西嘉岛之间的博尼法喬海峽，由意大利和法国共有。该地区是多种鯨豚類物种的重要栖息地。海底被大洋海神草覆盖。 |
| 莫齐亚和利利贝奥：意大利的腓尼基-普尼基文明 Mothia Island and Lilibeo: The Phoenician-Punic Civilization in Italy                                            | 古代遗迹                   | 特拉帕尼省                                         | 2006年   | 文(iii), (iv), (vi)                      | 莫齐亚是布匿人的定居点，位于西西里岛岸边的一个小岛上，建立于公元前7世纪。许多石碑雕刻在该时期被保存下来。该镇于公元前398年被叙拉古人洗劫。幸存者在利利贝奥定居，并将该地发展成为一个军事要塞，直到布匿战争期间被罗马人接管。罗马人统治下的利利贝奥也同样繁荣。                                                                 |
| 佛莱格瑞地区的缓震 Bradyseism in the Flegrea Area | 有三根立柱的古代遗迹       | 那不勒斯廣域市                                     | 2006年   | 自(vii), (viii), (x)                     | 缓震是由地下岩浆房的填充或排空引起的土地逐渐隆起或下降。这种效应在罗马遗址波佐利的马切尔卢姆（图）上得到了很好的证明。该遗迹离地7米（23英尺）处有海洋软体动物在柱子上钻出的洞，表明该地区曾被淹没在海底。 |
| 馬爾莫雷瀑布和瓦尔内里纳：修道院遗址和古代水文地质开垦工程 Cascata delle Marmore and Valnerina: Monastic sites and ancient hydrogeological reclamation works | 一连串的瀑布               | 佩魯賈省、特爾尼省                                 | 2006年   | 文(i), (iv), (v), (vi)                   | 瓦尔内里纳是內拉河的山谷，在4世纪吸引了叙利亚基督徒在此定居。随后的几个世纪内，这些隐居地发展成了修道院。为了创造农田，修士们疏通了沼泽地，并将河流改道。馬爾莫雷瀑布（图）是马尼乌斯·库里乌斯·登塔图斯于公元前271年建立的人工瀑布，以防止雷亚蒂纳平原发生洪水。如今该河流上已经安装了水力发电站。                             |
| 佩拉戈斯：鲸类保护区* Pelagos: The Cetacean Sanctuary | 一只从海中跃起的海豚       | 利古里亚大区、撒丁岛大区、托斯卡纳大区             | 2006年   | 自(vii), (ix), (x)                       | 位于利古里亚、撒丁岛、托斯卡纳沿海，以及摩纳哥和法国领海的自然保护区，占地约10万平方公里。它是多种鲸类等海洋动物的家园。图为条纹原海豚。 |
| 阿西納拉島 Island of Asinara | 岛屿景观                   | 薩薩里省                                           | 2006年   | 自(vii), (ix), (x)                       | 该岛屿位于撒丁岛沿海，有罕见的黑色角閃岩，变质岩，其历史长达9.5亿年。该岛自史前时期就有人类居住，并被用作牧场。自19世纪末以来，该岛被用作监狱、刑场、士兵集中营和检疫站。 |
| 苏尔奇斯伊格莱西恩泰 Sulcis Iglesiente | 煤矿的升降台               | 奧里斯塔諾省、卡利亞里省                           | 2006年   | 自(ix), (x)                              | 伊格莱西恩泰位于撒丁岛，是意大利最重要的采矿区。该地富含铅、锌、銀矿，曾被努拉吉文明、布匿人和罗马人开采。19世纪，苏尔奇斯开始开采煤矿（基础设施如图）。该矿于20世纪末关闭。 |
| 卡拉拉的大理石盆地 The Marble Basin of Carrara | 大理石采石场               | 馬薩-卡拉拉省                                      | 2006年   | 自文(ii), (vi), (vii), (viii), (ix), (x) | 早在罗马时代，卡拉拉周围的阿普安阿尔卑斯山脉就已经开采出高品质的大理石，文艺复兴时期也有数个沙石场。不同时期的大理石相关技术遗产也被保存了下来。 |
| 移牧：皇家牧羊人的足迹 The Transhumance: The Royal Shepherd's Track                                                                                          | 一片草原                   | 阿布鲁佐大区、莫利塞大区、坎帕尼亞大區、普利亚大区 | 2006年   | 自文(ii), (iii), (x)                     | 移牧是一种基于季节变迁而改变家畜放牧地点的放牧形态。在意大利，移牧起源于前罗马时代，并延续至今。牧羊人的足迹与酒馆、圣堂和织布厂等配套基础设施连接成了一个道路网络。在阿布鲁佐（景观如图）、莫利塞、坎帕尼亞和普利亚都有移牧的做法。萨埃皮努姆的考古遗迹位于其中一条放牧道路上。                                               |
| 沃尔泰拉：历史之城和文化景观 Volterra: Historical City and Cultural Landscape                                                                                | 城镇全景，由黑石建筑组成   | 比薩省                                             | 2006年   | 文(iv), (v)                              | 沃尔泰拉是一座位于山顶的小镇，先后由伊特拉斯坎人和罗马人定居。山坡上保留有一座罗马剧院。15世纪时，在洛伦佐·德·美第奇的领导下，一座文艺复兴时期的堡垒在此被建立。如今的该镇大多保留了其中世纪的特征。 |
| 蒂沃利的阿涅内河谷和格雷戈里亚纳别墅 The Aniene valley and Villa Gregoriana in Tivoli                                                                        | 一座石拱桥                 | 羅馬首都廣域市                                     | 2006年   | 文(i), (ii), (iii), (iv)                 | 阿涅内河谷是罗马城的重要水源地。第一条引水道于公元前2世纪由民选官昆图斯·马尔丘斯·雷克斯建造，在罗马帝国时代又新建了两条。河谷中也有罗马神庙。格雷戈里亚纳别墅（图为该别墅公园的一座桥梁）于1835年由額我略十六世委托建造，以重建和调节在1826年洪水中受损的阿涅内河的河床。                                                      |
| 阿尔塔穆拉的穆尔杰 The Murge of Altamura | 带有干石墙的草丛景观       | 巴里廣域市                                         | 2006年   | 自文(iii), (vii), (viii)                 | 穆尔杰是一片喀斯特地形的高原 ，主要由中生代石灰岩构成，有洞穴和地陷等喀斯特现象。该地的代卢恰（De Lucia）采石场发现了数千个恐龙脚印，可追溯到7000万年前。1993年，该地的拉马伦加（Lamalunga）洞穴发现了一具完整的13万年前的史前尼安德特人的骨架，被称为阿尔塔穆拉的沃莫。                                                       |
| 史前阿普利亚的喀斯特洞穴 Karstic caves in prehistoric Apulia                                                                                                 | 壁画的图案，以黑白图像显示 | 萊切省                                             | 2006年   | 文(i), (ii), (iii)                       | 薩蘭托半岛由石灰岩组成，有洞穴等喀斯特地形的现象。岛上卡斯特罗的罗曼内利洞（Grotta Romanelli）和帕拉比塔的韦内里洞（Grotta delle Veneri）在旧石器时代中期和晚期曾有人类居住。洞穴中发掘了石片工具、骨头、石刻和小雕像。奧特朗托附近的雄鹿洞则是在新石器时代开始有人类居住。图为洞内岩刻的复制图像。                            |
| 亚历山德里亚的城塞 Citadel of Alessandria | 树后的砖砌建筑             | 亞歷山德里亞省                                     | 2006年   | 文(ii), (iii), (iv)                      | 该星形要塞位于亚历山德里亚城附近，于1713年由占有该地区的萨伏依王朝在一个更古老的防御工事上建造。拿破仑时期的法国人将其进一步扩建和加固。该城塞也在1859年第二次意大利独立战争期间发挥了作用。图为军械库建筑。 |
| 勃朗峰山脉* Massif du Mont-Blanc (inscription comme patrimoine naturel transfrontalier, avec France et Suisse)                                               | 冰雪覆盖的山峰             | 瓦莱达奥斯塔大区                                   | 2008年   | 自(vii), (viii), (ix), (x)               | 勃朗峰的高度为4810米，是阿尔卑斯山脉的最高峰。勃朗峰山脉有多个冰川，是山区动植物的重要栖息地。该提名与法国和瑞士共有。 |
| 意大利中世纪本笃会定居点的文化景观 The cultural landscape of the Benedictine settlements in medieval Italy                                                   | 山顶上的修道院             | 多地                                               | 2016年   | 文(ii), (v), (vi)                        | 该提名包括八个本笃会的修道院，本笃会是由努西亚的本笃于6世纪建立的宗教修道会。这些修道院是文化和知识的中心，其影响遍布整个欧洲。该文化景观注重人与自然间的平衡。图为卡西诺山。 |
| 地中海阿尔卑斯山* Mediterranean Alps | 山脉景观                   | 庫內奧省、因佩里亞省                               | 2017年   | 自(viii)                                 | 该跨国提名与法国和摩纳哥共有，涵盖了濱海阿爾卑斯山脈和利古里亚阿尔卑斯山脉的部分地区。这段山脉在地质学上引人注目，因其形成于3000万年前的阿尔卑斯造山运动且未被侵蚀，其岩石更可追溯到4亿年前的华力西造山运动。在70（43英里）以内，山脉从海拔3,297米（10,817英尺）（阿真泰拉山）降至地中海盆地的海平面以下2,500米（8,200英尺）。 |
| 巴尼奥雷焦舊城的文化景观 The Cultural Landscape of Civita di Bagnoregio                                                                                      | 位于山顶的小镇             | 维泰博省                                           | 2017年   | 文(iii), (v)                             | 巴尼奥雷焦舊城是一座坐落在山顶上的小镇，至少自伊特拉斯坎时代以来就有人居住。该地的地形由凝灰岩和脆弱的黏土组成，容易发生滑坡和侵蚀。该小镇展示了人们与不断变化的环境抗争的历程，对滑坡管理研究的发展具有重要意义。 |
| 意大利的法兰契杰纳大道 Via Francigena in Italy | 两侧有石墙和树木的道路     | 多地                                               | 2019年   | 文(ii), (iv), (vi)                       | 法兰契杰纳大道是中世纪的道路网，是法兰克地区通往罗马的朝圣之路。朝圣是意大利与北欧之间文化交流的重要特征。大道沿途有圣殿、收容所、修道院、教堂、邮政驿站、民用建筑等基础设施为朝圣者提供支持。图为位于瓦莱达奥斯塔的一段大道。                                                                                                 |
| 阿尔波内峡谷始新世海洋生物多样性 Eocene Marine Biodiversity of the Alpone Valley                                                                             | 一个鱼类化石               | 維羅納省、維琴察省                                 | 2021年   | 自(viii)                                 | 位于维罗纳周围的矿床蕴藏着极其丰富的始新世时期（约5600万至3400万年前）特提斯洋的化石。这一热带生态系统的化石包括鱼类和海洋哺乳动物、双壳类、腹足类和甲壳类等海洋无脊椎动物，以及鳄鱼、海龟和鸟类。至少从16世纪起，人们就开始对这些化石进行研究。图为蒙特波卡化石库的一条鱼化石。                                               |
| 马尔凯大区的历史剧院 Historical theatres of the Marche Region                                                                                                | 从舞台仰视剧院             | 多地                                               | 2021年   | 文(ii), (iv), (vi)                       | 该项提名包括了意大利马尔凯大区的61座剧院。它们的历史可追溯到16世纪至19世纪，多数位于较小的城镇，少数位于市政建筑或庄园内。几个世纪以来，剧院的设计不断变化。社会各阶层人士都曾光顾过这些剧院。这些剧院还保存着丰富的图书和音乐资料。图为费尔莫的阿奎拉剧院                                                                     |
| 撒丁岛的努拉吉古迹 Nuragic monuments of Sardinia | 古代巨石遗迹               | 多地                                               | 2021年   | 文(ii), (iv), (v)                        | 该提名包括公元前两千年撒丁岛努拉吉文明的31个遗址。该文明的象征是一种防御性的巨石建筑——“努拉吉”。除了努拉吉，提名的遗址还包括庙宇、圣所和定居点的遗迹。类似的努拉吉遗迹努拉喜已经被列为世界遗产。图为马约里努拉吉（Nuraghe Majori）。 |
| 经典基安蒂地区的维莱-法托里亚体系 The system of the Ville-fattoria in Chianti Classico                                                                       | 葡萄园和大型建筑景观       | 托斯卡尼大區佛羅倫斯廣域市、錫耶納省               | 2023年   | 文(ii), (iv), (v)                        | 佛罗伦萨省和锡耶纳省之间的文化景观形成于16世纪，当时锡耶纳受到美第奇家族的影响。土地的组织基于“维莱-法托里亚”（，直译为“别墅-农庄”）体系，实现了行政管理的集中化和农业生产的现代化。该地的丘陵地形特别适合基安蒂葡萄酒的生产。图为基安蒂地区加约莱的葡萄园。                                                                   |
| 中世紀早期至晚期意大利-希臘文化的遺證 Evidence of Italo-Greek Culture between the Early and Late Middle Ages                                                 |                            | 卡拉布里亞大區                                     | 2023年   | 文(ii), (iii), (iv)                      | 該項提名涵蓋意大利南部多個見證希臘—拜占庭文化的遺址，包括傑拉切市、聖塞韋里納（Santa Severina）的洗禮堂、羅薩諾的聖馬爾谷小祈禱堂、斯蒂洛主教座堂，以及比翁吉的聖若望・德里斯提斯東正教修道院（圖）。 |